# Письменер (Марий Эл)
Письменер (мар. Письмэҥер) — деревня в Мари-Турекском районе Республики Марий Эл. Входит в состав Косолаповского сельского поселения.

## География
Находится в восточной части республики Марий Эл на расстоянии приблизительно 12 км по прямой на север от районного центра посёлка Мари-Турек.

## История
Основана до 1917 года русскими переселенцами из-под Нолинска Вятской губернии. В 1905 году в деревне был 31 двор, проживали 216 человек. В 1923 году в деревне насчитывалось 42 двора, 256 человек. В 1959 году в деревне жили 197 человек, в 1970 году — 151, в 1979 году — 176. В 2000 году оставался двор, при этом коренных жителей почти не осталось. В советское время работал колхоз «Луч».

## Население
Население составляло 71 человек (русские 68 %, мари 32 %) в 2002 году, 58 в 2010.